# M/S Stormprincess
M/S Stormprincess byggdes 1908 på Wilhelmsbergs mekaniska verkstad i Göteborg för Bogserings AB Stormking i Göteborg. 
Stormprincess var en hamnbogserare, men hade också tillstånd att ta högst 43 passagerare inomskärs till Marstrand.
Röda bolaget gav henne 1982 till Sällskapet Ångbåten i Göteborg. Hon är sedan 1999 museifartyg på Göteborgs Maritima Centrum. Hon är k-märkt.